# Mataundh
Mataundh è una suddivisione dell'India, classificata come nagar panchayat, di 8.278 abitanti, situata nel distretto di Banda, nello stato federato dell'Uttar Pradesh. In base al numero di abitanti la città rientra nella classe V (da 5.000 a 9.999 persone).

## Geografia fisica
La città è situata a 25° 26' 60 N e 80° 9' 0 E e ha un'altitudine di 141 m s.l.m..

## Società

### Evoluzione demografica
Al censimento del 2001 la popolazione di Mataundh assommava a 8.278 persone, delle quali 4.390 maschi e 3.888 femmine. I bambini di età inferiore o uguale ai sei anni assommavano a 1.443, dei quali 771 maschi e 672 femmine. Infine, coloro che erano in grado di saper almeno leggere e scrivere erano 3.856, dei quali 2.506 maschi e 1.350 femmine.